# 羅蘭芋螺
羅蘭芋螺（学名：Conus rolani）为芋螺科芋螺屬下的一个种。